# 142 Полана
142 Полана (142 Polana) — астероїд головного поясу, відкритий 28 січня 1875 року.